# Classe Mersey (croiseur)
Pour les autres classes de navires du même nom, voir Classe Mersey.
La classe Mersey était une classe de croiseurs protégés de deuxième classe de la Royal Navy, mis en service à la fin des années 1880.

## Navires
| Nom        | Constructeur      | Quille          | Lancé             | Terminé      |
| ---------- | ----------------- | --------------- | ----------------- | ------------ |
| HMS Mersey | Chatham Dockyard  | 9 juillet 1883  | 31 mars 1885      | Juin 1887    |
| HMS Severn | Chatham Dockyard  | 1 janvier 1884  | 29 septembre 1885 | Février 1888 |
| HMS Thames | Pembroke Dockyard | 14 avril 1884   | 3 décembre 1885   | juillet 1888 |
| HMS Forth  | Pembroke Dockyard | 1 décembre 1884 | 23 octobre 1886   | juillet 1889 |

## References
- (en) J. J. Colledge et Ben Warlow, Ships of the Royal Navy : The Complete Record of all Fighting Ships of the Royal Navy (Rev. ed.), London, Chatham Publishing, 2006 (ISBN 978-1-86176-281-8).
- (en) David Ross, Ships Visual Encyclopedia, London, Amber Books Ltd, 210 (ISBN 978-1-907446-24-5), p. 65.
- (en) Norman Friedman, British Cruisers of the Victorian Era, Seaforth Publishing, 1912 (ISBN 978-1-84832-099-4).
- (en) Rif Winfield, The Sail and Steam Navy List: All the Ships of the Royal Navy 1815-1889, Chatham Publishing, 1904 (ISBN 1-86176-032-9).